# Mijaíl Adamóvich
Mijaíl Mijáilovich Adamóvich (en ruso: Михаил Михайлович Адамо́вич; Moscú, Imperio ruso, 24 de juniojul./ 6 de julio de 1884greg. - Moscú, Unión Soviética, 16 de noviembre de 1947)  fue un pintor decorativo y monumental y artista de porcelana ruso y soviético. Es conocido por sus obras de porcelana con agitprop e imágenes de arte soviético.

## Biografía
Mijaíl Adamóvich nació el 6 de julio de 1884 en Moscú. En 1907 completó sus estudios en la Escuela de Arte y Diseño Industrial Stroganov de Moscú y ganó una beca para estudiar en Italia hasta 1909 cuando recibió el encargo de diseñar murales para edificios en San Petersburgo y Moscú. Su primer encargo significativo fue el de mosaicos para la tumba del asesinado Jorge I de Grecia.
Adamóvich trabajó en Leningrado después de la Revolución rusa y sus dos años de servicio en la Guardia Revolucionaria. La Fábrica Imperial de Porcelana de San Petersburgo que había sido fundada por la emperatriz Isabel Petrovna en 1744 como la primera fábrica de porcelana en Rusia. En 1918 pasó a llamarse Fábrica Estatal de Porcelana y se empleó a Adamovich. Este diseñó cerámicas que reflejaban los objetivos del nuevo gobierno soviético en Rusia. Trabajó allí de 1918 a 1919 y regresó en 1921 durante otros dos años. Luego pasó a trabajar en la fábrica de cerámica Voljov en Novgorod. En 1927 regresó a Moscú para realizar diseños para la Fábrica de Cerámica Dulevo. Es conocido por sus obras de porcelana con agitprop e imágenes de arte soviético.

## Diseños

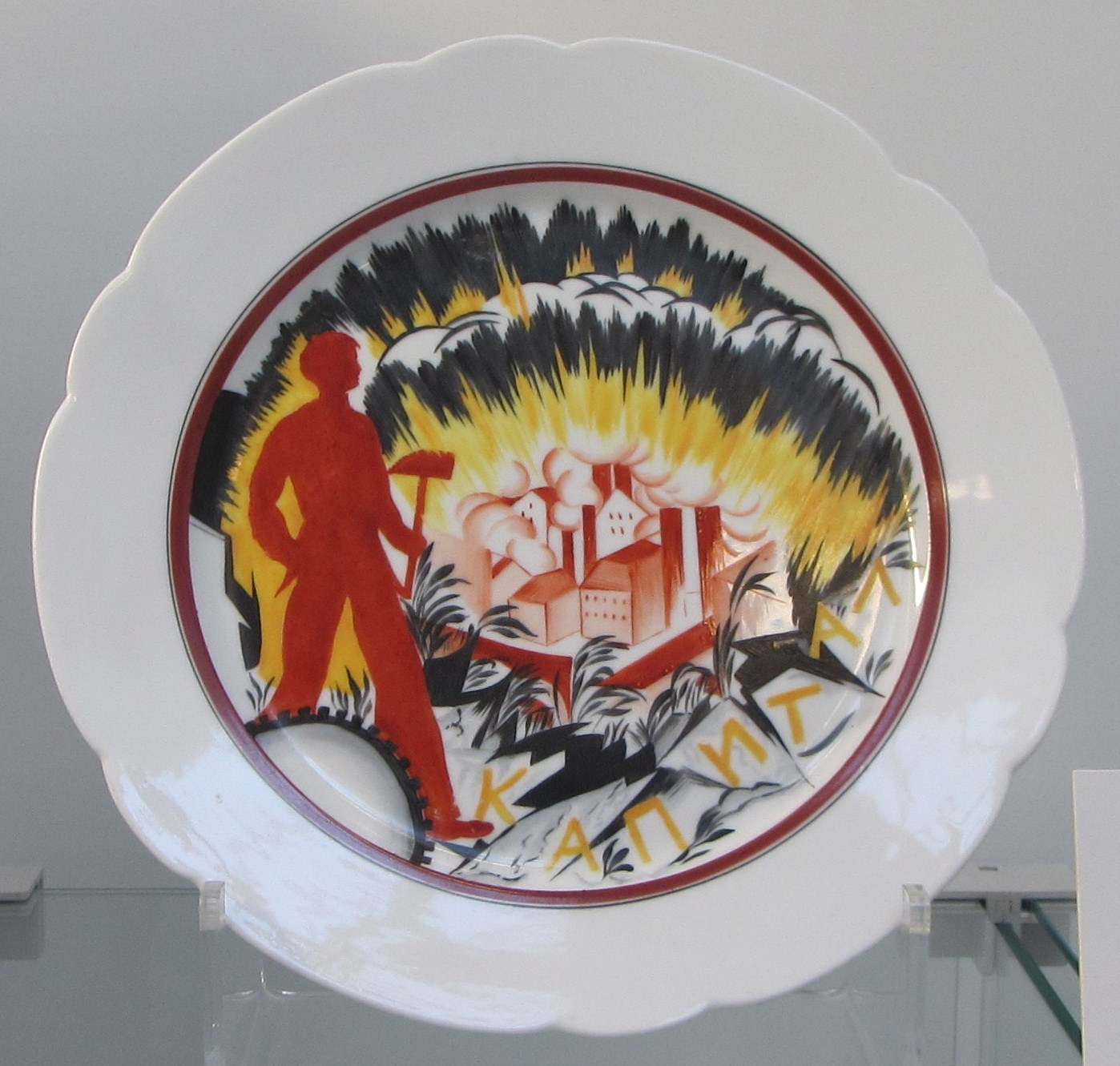
Plato de porcelana titulado Kapital de Adamovich

Kapital (izquierda), uno de los diseños de Adamovich fechado en 1921, fue seleccionado por el director del Museo Británico, Neil MacGregor, como objeto n.º 96 para el programa Una historia del mundo en cien objetos, una serie de programas de radio que comenzó en 2010 como una colaboración entre la BBC y el Museo Británico. El plato elegido había sido diseñada en 1921 y muestra a un obrero revolucionario estampando la palabra «Kapital» en estilo futurista. La placa muestra al trabajador liberando poder industrial para beneficiar a la gente y no a los capitalistas.

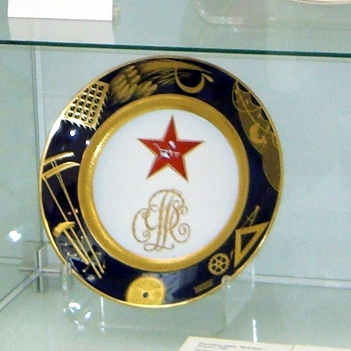
Plato de porcelana titulado Una estrella roja de Adamovich de 1920

Sus diseños de 1921 incluyen El que no trabaja, no come, que ilustra el compromiso con la revolución. El diseño en un plato de porcelana de aproximadamente diez pulgadas que muestra la cabeza de Lenin, la Estrella Roja y las libretas de racionamiento. Estos platos eran vistos como una nueva forma de arte para el trabajador ruso.
El plato de porcelana Kapital que fue elegido para la BBC en realidad se había hecho veinte años antes, en 1901, cuando la producción de la fábrica de porcelana estaba reservada por completo a la familia real rusa. Estos platos habían sido almacenados y estaban a la espera de ser decorados. El trabajador revolucionario que se muestra en la placa estaba destinado a liberar el poder revolucionario a los trabajadores. Este plato de porcelana también se liberaba de la exclusividad del patrocinio real y se entregaba a un público más amplio.
Los platos de 1921 fueron fabricados por la Fábrica de Porcelana del Estado y luego pintados a mano sobre el esmalte existente. Los platos no habrían resistido el uso regular y estaban destinados principalmente a la decoración. Las planchas llevaban una hoz y un martillo como marca de sus fabricantes, pero también llevaban la marca de su fabricación imperial original de veinte años antes. En ese momento, el pueblo ruso pasaba muchas dificultades debido a la falta de alimentos, derivado de la guerra civil, por esa razón la pequeña producción que aún se realizaba en estas fábricas estaba destinada, al menos parcialmente, a la exportación. Se señaló que era mejor no pintar sobre las marcas de disparo originales, ya que tenían un sobreprecio para los compradores fuera de Rusia.
En las décadas de 1930 y 1940, completó una serie de pinturas monumentales en Moscú, incluyendo: el interior del edificio del Hotel Moskva y en una tienda en la calle Gorki. También ilustró libros y murió en 1947. Durante su vida había expuesto en varias exposiciones internacionales y en 1925 ganó una medalla en la Exposición de Artes Decorativas de 1925 en París (Francia).
Las obras de Adamovich se encuentran en las colecciones de algunos de los museos más importantes, incluido el Museo del Hermitage (Museo de la porcelana), la Galería Estatal Tretiakov, el Museo de Arte Decorativo, Aplicado y Popular de toda Rusia, el Museo de cerámica y la hacienda-museo Kuskovo del siglo XVIII (Museo Nacional de Cerámica), entre otros.

## Trabajos en porcelana

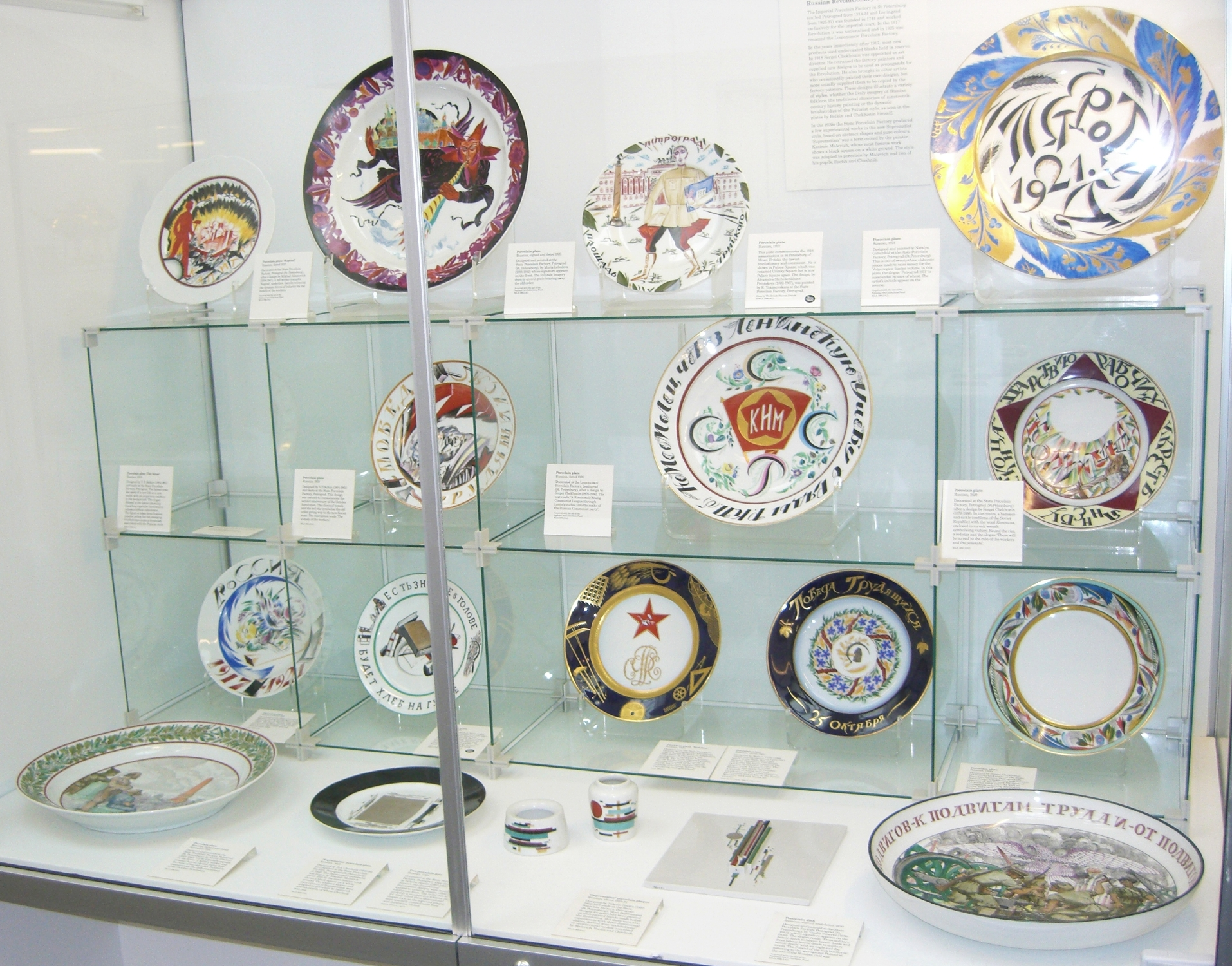
Platos de porcelana revolucionarios soviéticos diseñados por Mijaíl Adamovich, expuestos en el Museo británico

- Lenin y una estrella roja - diseño de 1917 para tazas y platillos de porcelana
- Una estrella roja - diseño de 1920 para un plato de porcelana de 10 pulgadas de diámetro (en la foto)
- Kapital - plato de porcelana de diseño de 1921 (en la foto)
- ¡Todo el poder para los sóviet! – plato de porcelana diseño 1921
- El que no trabaja, no come - diseño de 1921
- AB – diseño de 1921 aprox. plato de porcelana de 10 pulgadas de diámetro que muestra símbolos de la agricultura y la arquitectura modernas.
- ¡Proletarios del mundo, uníos! – plato de porcelana diseño de 1921
- El Voluntario – plato de porcelana diseño 1921.[7]
- ¡Viva la Tercera Internacional! – diseño de c. 1921, plato de porcelana de 10 pulgadas de diámetro
- ¡Viva el Ejército Rojo! – diseño de c. 1922, plato de porcelana de 10 pulgadas de diámetro
- ¡Quinto Aniversario del Ejército Rojo! – plato de porcelana de mayor diámetro diseño de 1923
- ¡Viva el Ejército Rojo! – c.1923 nuevo diseño (mismo título), plato de porcelana de 10 pulgadas de diámetro